# Thelasis globiceps
Thelasis globiceps är en orkidéart som beskrevs av Johannes Jacobus Smith. Thelasis globiceps ingår i släktet Thelasis och familjen orkidéer. Inga underarter finns listade i Catalogue of Life.